# Dormició
|  | Per la doctrina catòlica vegeu Dormició de Maria |

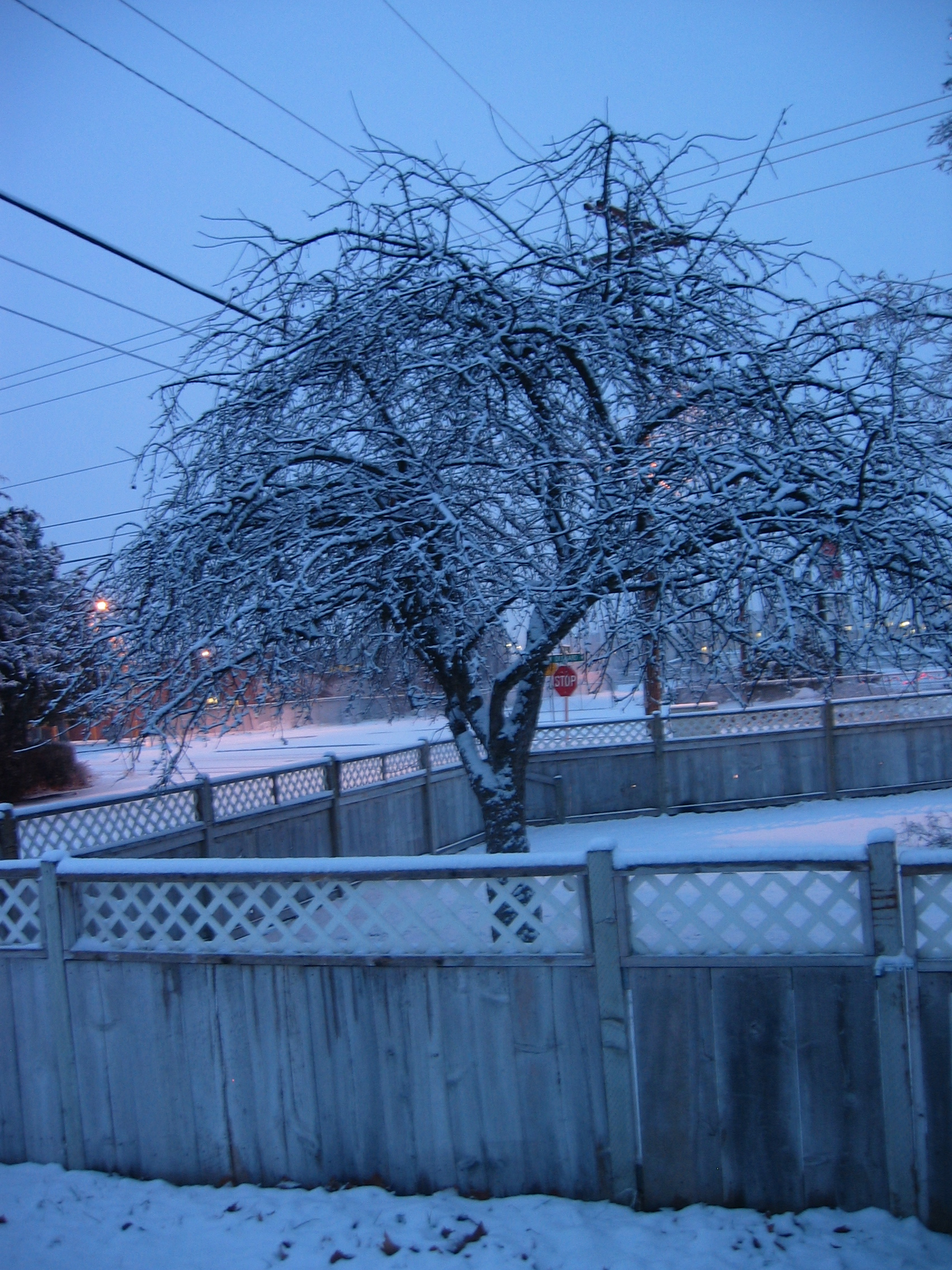
A l'estació desfavorable, en aquest cas l'hivern, el metabolisme de les plantes entra en dormició

La dormició és el període en el qual el creixement dels organismes vius s'atura o queda molt alentit temporalment. En determinats animals també hi ha una aturada o alentiment de l'activitat física. La dormició minimitza l'activitat metàbolica i tal cosa ajuda l'organisme a conservar l'energia. La dormició tendeix a estar estretament relacionada amb les condicions mediambientals. Els organismes vius poden sincronitzar l'entrada a la fase de dormició amb les seves condicions ecològiques. La dormició predictiva ocorre quan un organisme entra en fase de dormició abans de l'entrada de les condicions adverses. Per exemple, el fotoperíode i la davallada de la temperatura s'utilitza en moltes plantes per predir l'arribada de l'hivern. La dormició com a conseqüència ocorre quan l'organisme entra en la fase de dormició després que les condicions adverses hagin arribat. Aquest segon tipus de dormició és comú en zones amb un temps meteorològic poc predictible. Mentre que canvis molt sobtats de les condicions poden portar a un alt percentatge de mortalitat entre els animals que utilitzen l'estratègia de la dormició com a conseqüència, el seu ús pot tenir avantatges, ja que els organismes poden ser actius més temps i poden fer un ús més intensiu dels recursos disponibles.

## Dormició animal

### Hibernació
La hibernació és un mecanisme del qual disposen molts animals per a evitar el temps fred i que durant l'hivern l'abastiment d'aliments sigui més baix. No s'ha de confondre la hibernació amb la hibernació (com passa per exemple en els ocells migradors que passen l'hivern en llocs més càlids) La hibernació pot ser predictiva o com a conseqüència. Un animal es prepara per a la hibernació acumulant una gruixuda capa de greix en el seu cos durant finals de l'estiu i la tardor cosa que li proporcionarà energia per al període de dormició. Quan un animal hiberna travessa molts canvis fisiològics incloent la davallada dels nombre de batecs del cor per unitat de temps (fins a un 95% menys) i també s'abaixa la temperatura corporal. Entre els animals que hibernen hi ha rat penats, esquirols terrestres i altres rosegadors i insectívors, monotremes i marsupials.

### Diapausa
La diapausa és una estratègia de dormició predictiva que està predeterminada en el genotip animal. La diapausa és comuna entre insectes (per exemple lepidòpters) i els permet suspendre el desenvolupament entre la tardor i la primavera. Entre els mamífers (per exemple en la guineu i en mustèlids) consisteix, en un retard en l'acoblament de l'embrió a l'úter cosa que assegura el naixement dels cadells a la primavera.

### Estivació
L'estivació, és un exemple de dormició com a conseqüència, en resposta a condicions mediambientals molt seques i caloroses. És comú en invertebrats com els cargols del gènere Helix, en cucs i alguns altres animals.

### Brumació
La brumació és un exemple de dormició en rèptils que és similar a la hibernació. S'hi diferencia pel procés metabòlic implicat.
Els rèptils generalment comencen la brumació a finals de la tardor (en altres èpoques segons les espècies). Sovint es lleven per a beure aigua i tornar a "dormir". Als rèptils captius no se’ls hauria de donar menjar durant la brumació, ja que la temperatura resulta massa baixa per a poder fer la digestió. Després de la brumació els rèptils poden menjar més quantitat d'aliment. Necessiten tenir aigua a l'abast. El període de la brumació oscil·la entre 1 i 8 mesos segons temperatura, mida de l'animal, edat i salut. Durant el primer any de vida molts rèptils pot ser que no facin la brumació completa però acostumen a menjar menys i alentir l'activitat. En la brumació els rèptils no estan adormits (com passa amb la hibernació dels mamífers) sinó que són menys actius. La brumació és provocada pel temps fred i la disminució de les hores de llum de l'hivern.

## Dormició dels virus
Els virus de la família Herpesvirus tenen una notable dormició dins les cèl·lules humanes. En els virus la dormició s'acostuma a anomenar latència o infecció latent i en aquest estadi s'anomenen provirus.

## Dormició en les plantes
En fisiologia vegetal, la dormició és el període d'aturada o alentiment del creixement de la planta. És una estratègia de supervivència que mostren moltes espècies de plantes, que els permet sobreviure en climes on l'estació desfavorable pot estar marcada per les baixes temperatures o per la sequedat excessiva (estació seca).
Les plantes que presenten dormició presenten un rellotge biològic que els informa perquè alenteixin l'activitat i prepara els teixits vegetals per a un període de glaçades o de secada.

### La dormició en les llavors
Quan una llavor madura es posa en condicions favorables i no germina, aleshores es diu que és una llavor està en dormició o dormició. Així, és un estat de latència que presenten en general les llavors dels espermatòfits. En fan excepció algunes gimnospermes (Cycadopsida i Ginkgopsida), les llavors dels quals no entren en repòs, sinó que l'embrió es desenvolupa seguidament des que es forma.
En les llavors en latència, els teixits de reserva i l'embrió es troben molt deshidratats (de vegades, només amb un 5% d'aigua) i amb les funcions fisiològiques mantingudes al mínim. La dormició innata evita la germinació de les llavors mentre no se separin de la planta mare i immediatament després de la disseminació. S'interpreta com un efecte maternal, destinat a impedir la germinació, almenys de totes les llavors produïdes, en un primer moment, que podria no ser adequat per a l'establiment de les plàntules tan a prop de la planta mare. La dormició es trenca per agents diversos: pas del temps, fred (suposaria deixar passar l'hivern), contrastos tèrmics circadiaris, llum i/o escarificació (a la natura, lligada amb pertorbació o erosió). Mentre es mantinguin unes determinades condicions ambientals adverses per a la germinació la llavor resta en dormició forçada o quiescència tot esperant a germinar quan es donin les condicions adequades per a fer-ho. Si aquestes condicions s'allarguen, adquireix dormició induïda, responsable de l'acumulació de llavors al sòl (el que s'anomena "banc de llavors").
La dormició en les llavors s'’anomena com dormició embrionària o dormició interna, i és causada per característiques endògenes de l'embrió que evita la germinació. Aquesta dormició no s'ha de confondre amb la dormició de la coberta de la llavor, dormició externa, o llavors dures que és causada per la presència d'una coberta de la llavor endurida que impedeix que hi entri l'aigua i l'oxigen que reactivaria l'embrió. Aquesta és una barrera física per a la germinació i no pas una autèntica forma de dormició (Quinliven, 1971; Quinliven i Nichol, 1971).

### Dormició en els arbres
Les espècies d'arbres que han desenvolupat dormició poden ser "enganyats" fins a cert quan se'ls proporciona artificialment les condicions perquè tinguin un creixement ininterromput, aquest és el cas de l'auró japonès Acer palmatum quan, afegint hores de llum, creix ininterrompudament però només durant dos anys, ja que després mor. La majoria de les plantes de clima temperat i fred necessiten primer un cert nombre d'’hores de fred, a temperatures entre 0 i 10 °C, i després que hi segueixin un cert nombre d'hores de relativa calor per a poder trencar la dormició.